# Kenworth
Kenworth er en amerikansk producent af mellemstore og store lastbiler. Virksomheden er hjemmehørende i Kirkland, som er en forstad til Seattle. Desuden er der fabrikker i Renton i Washington, Chillicothe i Ohio, Sainte-Thérèse i Quebec, Victoria i Australien og Mexicali i Mexico.
Kenworth har siden 1981 været et datterselskab af Paccar. Tidligere fremstillede man også rutebiler og skolebusser. Virksomheden søger at fastholde et ry for høj kvalitet. Den vandt 5 ud af 6 mulige JD Power priser i 2005.

## Tidlige år
Virksomhedens historie begyndte i Portland, Oregon. Gerlinger Motor Car Company blev grundlagt i 1912 af brødrene George T. Gerlinger og Louis Gerlinger, Jr. som en auto og lastbilforhandler. I 1914 besluttede de at bygge deres egne lastbiler med en kraftigere motor. Det blev den første 6 cylindrede motor i en lastbil. Gersix-modellen som kom på markedet i 1915 havde et kraftigt stel af stål, som sammen med den kraftige motor gjorde den ideel til brug i det uvejsomme terræn i det nordvestlige USA.
I 1916 flyttede Gerlinger Motor Car Company til Tacoma, Washington. Gerlinger lejede sig ind i en forretningsejendom i Seattle, som Edgar K. Worthington bestyrede for sin sin mor. Han blev meget optaget af Gerlinger Motor Car Company. Edgar's lejer så ud til at klare sig godt, og Gersix modellen blev et populært kendetegn I området.
Imidlertid kneb det for selskabet, som havde kontor i Seattle og Portland, og i 1917 udbød Louis Gerlinger fremstillingsvirksomheden til salg. Edgar greb chancen og sammen med sin partner, Captain Frederick Kent, dannede de Gersix Manufacturing Company, til at fortsætte produktionen af en 6-cylindret lastbil.
I 1919 trak Frederick Kent sig tilbage fra forreningen og hans søn, Harry Kent, blev Edgar’s nye partner. I 1922 lavede Gersix 53 lastbiler på fabrikken på Fairview Avenue at Valley Street. Under det nye navn flyttede selskabet til 506 Mercer Street og senere til 1263 Mercer Street. Lastbiler og rutebiler blev samlet i individuelle båse frem for på et samlebånd.
Kenworth blev grundlagt i 1923 af Edgar Worthington and Harry Kent, som tog de tre første bogstaver fra "Kent" og de første fem fra "Worthington". Selskabet fik en startkapital på 60.000$. Året efter solgte selskabet 80 lastbiler. I 1933 blev Kenworth den første lastbilproducent i USA som skiftede fra benzin til dieselmotorer.
De var en af de første fabrikker som fremstillede en cab-over-engine, eller COE, model i 1957.

## Skolebusser
I begyndelsen af 1940-erne begyndte Kenworth at fremstille busser under navnet “Pacific”, som stammede fra deres moderselskab "Pacific Car and Foundry Company." En af deres første modeller var Pacific School Coach Model T126 (som blev bygget efter staten Washingtons specifikationer), men også var tilgængelig i andre konfigurationer). Det blev den første skolebus med nødudgang på taget og på begge sider som standardudstyr.
I 1957 da PACCAR ønskede at koncentrere sig mere om de tunge lastbiler blev busdivisionen solgt fra til Gillig Bros. en busproducent i Hayward i Californien, som endte med at bruge hovedparten af T126 og T216's design i deres egne modeller. 

## Eksterne links
- Kenworth Truck Company
- Kenworth i Australien
- Kenworth-Trucks.Net
- GilligCoaches.NET (Især "Pacific" sektionen af hjemmesiden)
- Kenworth Trucks Group